# Ligaria denticollis
Ligaria denticollis är en bönsyrseart som beskrevs av Werner 1916. Ligaria denticollis ingår i släktet Ligaria och familjen Mantidae. Inga underarter finns listade i Catalogue of Life.